# Estat de Paranà
Paraná és un estat de la Regió Sud del Brasil. Limita amb l'Estat de São Paulo al nord, amb Santa Catarina al sud, al nord-est, amb Mato Grosso do Sul al nord-oest, Paraguai a l'oest i l'Argentina al sud-oest. A l'est té costa a l'oceà Atlàntic.
Està dividit en 399 municipis i ocupa una àrea de 199.709 km². La capital és la ciutat de Curitiba. Les ciutats més poblades són: Curitiba, Londrina, Maringá, Ponta Grossa, Foz do Iguaçu, Cascavel, São José dos Pinhais, Colombo, Guarapuava i Paranaguá.

## Geografia
L'estat de Paraná s'estén des de les costes del litoral fins a l'interior del país i se situa a 51º00'00" de longitud Oest i 24º00'00" de latitud Sud, i en el fus horari de -3 hores en relació amb el meridià de Greenwich. Tres quarts del territori es troben per sota el Tròpic de Capricorn. És banyat per l'oceà Atlàntic i fa frontera amb els estats de São Paulo, Santa Catarina, Mato Grosso do Sul i dos països, Paraguai i l'Argentina.

### Relleu
Un 52% de la superfície de l'estat es troba per sobre dels 600 metres sobre el nivell del mar; un 89% del total de la superfície està per sobre dels 300 metres; i solament un 3% està per sota els 200 metres d'altitud. El relleu és pla i poc accidentat, amb elevacions més grans a la Serra do Mar.

### Clima
El clima predominant a l'estat de Paraná és el subtropical, amb estius calentes i hiverns freds. Segons la Classificació climàtica de Köppen, el clima és subtropical i presenta tres variacions: Cfa, Cfb i Cwa.
El clima Cfa, subtropical amb pluges ben distribuïdes durant l'any i estius calents, ocorre a les parts més baixes de l'altiplà de Guarapuava, això és, a les regions nord, centre-oest, oest, sud-oest, a la vall del riu Ribeira i a la depressió costanera. S'hi registren temperatures mitjanes anuals que oscil·len els 19 °C, amb precipitacions d'1.500mm anuals, una mica més elevades a la costa que a l'interior.
El clima Cwa, subtropical amb estius calentes i hiverns secs, ocorre a l'extrem nord-oest de l'estat. És anomenat clima tropical d'altitud, ja que les precipitacions es produeixen durant els estius. La temperatura anual varia entorn dels 20 °C i les precipitacions aconsegueixen els 1.300 mm anuals. Gairebé tot l'estat està subjecte a més de cinc dies de gelades a l'any, però a l'àrea meridional i a les parts més elevades de les altiplans n'hi ha més de 10 vegades l'any.
El clima Cfb, subtropical amb pluges ben distribuïdes durant tot l'any i estius suaus, ocorre a la porció més elevada de l'estat i sobre l'altiplà de Curitiba i l'altiplà de Ponta Grossa, al costat de la part oriental del de Guarapuava. Les temperatures mitjanes varien entorn dels temperaturas 17 °C. Les precipitacions aconsegueixen la xifra de 1.200 mm anuals.

### Hidrografia

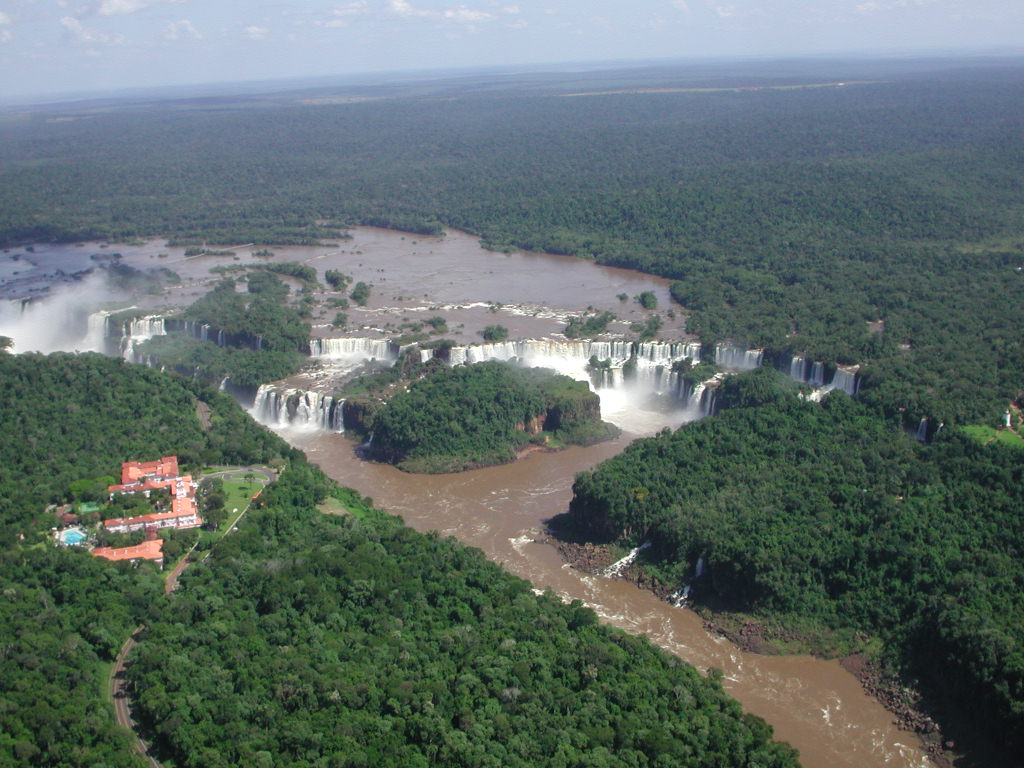
Vista aèria de les cascades de l'Iguaçú, a la frontera entre l'Argentina i el Brasil

La xarxa de drenatge està composta per rius que desemboquen directament a l'oceà Atlàntic i pels afluents del riu Paraná que corren cap a l'oest. Els primers tenen cursos poc extensos, ja que neixen a petita distància de la costa. Els més extensos són els que es dirigeixen cap a l'estat de São Paulo, on uneixen les seves aigües amb el riu Ribeira de Iguape. Els afluents del Paraná més extensos són el Paranapanema, que marca el límit amb l'estat de São Paulo, i l'Iguaçú, que marca el límit, en part, amb l'estat de Santa Catarina i l'Argentina. El riu Paraná marca els límits occidentals de l'estat, separant-lo del veí Mato Grosso do Sul i del Paraguai.

### Vegetació
El territori de Paraná està cobert per dos tipus de vegetació original: boscos i prats. El primer se subdivideix alhora en bosc temperat i bosc subtropical; i el segon, en prats nets i prats tancats.

#### Boscos
El bosc tropical forma part de la mata atlàntica, que ocupava un 46% de l'estat, incloent-hi les depressions del litoral, els declivis de la Serra do Mar i les valls del Paraná, l'Iguaçú, el Piquiri i l'Ivaí.
El bosc temperat és mixt, compost per formacions de perennifolis i de coníferes. Aquestes últimes són representades per Araucaria angustifolia, que no apareixen en conjunts purs. La selva mixta o Mata de Araucárias cobria les porcions més elevades de l'estat, això és, la major part de l'altiplà de Curitiba i una petita part de la regió de Ponta Grossa. Aquesta formació ocupava un 44% del territori de l'estat i parts de l'estat de São Paulo, Santa Catarina i Rio Grande do Sul. Actualment, és el tipus de bosc que sofreix la major explotació econòmica de tot el Brasil, ja que és l'única que presenta gran nombre d'individus de la mateixa espècie (Araucaria angustifolia) en grups prou densos (encara que no purs) que permeten una major extracció vegetal.

## Economia
Pel que fa a l'agricultura, els principals productes del Paraná són el blat, la dacsa, la soia, el cotó i el cafè. El sòl de l'estat és molt ric en minerals, del qual s'extreu sorra, pedra calcària, argila, calç, dolomita, talc i marbre, entre d'altres.

### Turisme
Paraná és un dels estats que té més parcs nacionals, on hi destaca el Parque Nacional do Iguaçu i el del Superagüi. Foz do Iguaçu, amb vora 250 salts d'aigua que arriben als 75 metres d'altura, és coneguda internacionalment. La Gola del Diable és una de les atraccions del major conjunt de cascades del món. A més de les visites a les atraccions naturals, és molt interessant conèixer la gegantina central hidroelèctrica d'Itaipú, prop de Foz do Iguaçu.
Un altre punt d'interès turístic és el Parc Estatal de Vila Velha, a Ponta Grossa, on les roques esculpides pels vents i per les aigües semblen ruïnes d'una gran ciutat. Encara a Ponta Grossa es pot visitar el Buraco do Padre, la capella de Santa Bàrbara (construïda pels jesuïtes) i la cascada de la Mariquinha. A Maringá hi ha la catedral de Nossa Senhora da Glória (la catedral basílica més petita), el segon monument més alt de l'Amèrica del Sud i el desè del món. Augmenten les visites a la regió del canyó Guartelá, a Tibagi.
Les platges de Caiobá, Matinhos, Guaratuba, Pontal de Paraná i Praia do Leste són les més freqüentades de Paraná. Són buscades per turistes no només a l'estiu, sinó també a l'hivern, quan part de la població va cap al litoral fugint del fred de l'altiplà.
Curitiba és avui una important destinació turística brasilera, especialment buscada per turistes oriünds d'estats veïns que arriben a la ciutat per via terrestre. Hi ha un important augment en el turisme de negocis en les últimes dècades. Sigui per raons d'oci o de feina, el fluix de visitants estimat l'any de 2006 és sorprenent: més d'1.800.000 persones, o sigui, major que el nombre d'habitants de la ciutat.